# انتحار المزارعين في أوديشا الغربية
انتحار المزارعين في أوديشا الغربية كانت منطقة كوسال في الهند أرضًا مزدهرة ذات موارد طبيعية وفيرة واقتصاد مكتفي ذاتيًا. لم يكن الفيضان حدثًا معروفًا في المنطقة، ومع ذلك كانت هناك العديد من حالات الجفاف التي ضربت المنطقة. قامت الحكومة ببناء سد هيراكود، بالإضافة إلى آخرين وذلك لتقليل الأضرار الناجمة عن الفيضانات في ساحل أوديشا ولتيسير الري في منطقة كوسال. نظرًا لبناء معظم السدود في غرب أوديشا فقد نزحت العديد من القرى. علاوة على ذلك لم يتم منح النازحين وخاصة المزارعين تعويضات عن الأضرار.
هاجر النازحون إلى أماكن أخرى مثل جارسوغودا وسامبالبور وبارغاره وسونيبور وأنجول ومنطقة بوده. بعد أن فقدوا أراضيهم ولم يتم تعويضهم قال النازحون إنهم اشتروا أرضًا وعاشوا على دخل صغير من حيازاتهم الصغيرة من الأراضي. أنقذ الري والمطر هؤلاء الناس من مواجهة الجفاف الشديد المستمر في مناطقهم الجديدة.
تراجعت تغطية الغابات في منطقة مستجمعات المياه في سد هيراكود والتي تقع في الغالب في تشهاتيسجاره بشكل كبير وهو ما يتضح من تصفح مستجمعات المياه في هاياكود على قوقل إيرث. تأتي معظم مصادر المياه الدائمة والجداول من جبال البوكسايت بسبب تقارب المعدن في المياه. أثناء استخراج خامات البوكسيت والحديد انخفضت قدرة الاحتفاظ بالمياه مما تسبب في ترسب الطمي والفيضانات المفاجئة أثناء هطول الأمطار والجفاف خلال فصل الصيف. بالإضافة إلى التصنيع غير المستدام واستخدام الموارد المائية من قبل الصناعة، فقد عانى الري في هذه المنطقة. أدى ارتفاع مستوى التلوث الناجم عن العديد من الصناعات الصغيرة والكبيرة والإزالة العشوائية للغابات إلى انخفاض هطول الأمطار وزيادة الأمراض التي تؤدي إما إلى انخفاض في المحصول أو فقدان المحاصيل.
أكدت حكومة الولاية للمزارعين في منطقة كوسال أن الري في منطقة قيادة هيراكود أنهم لن يتأثروا سلباً بالتصنيع. ومع ذلك فقد اتخذت الحكومة جميع الخطوات لتسهيل استخدام المياه للاستخدام الصناعي الذي كان مخصصًا في الواقع للمزارعين. على الرغم من أن الصناعات لديها موارد مالية ضخمة لتوفير إمدادات المياه الخاصة بها أو لزيادة القدرة على الاحتفاظ بالمياه في هيراكود، إلا أن الحكومة لم تتخذ الخطوات اللازمة لتحسين إمدادات المياه للقرى والمزارع.
يُذكر أن أكثر من 60 مزارعًا في أوديشا الغربية قد انتحروا. ويذكر أيضًا أن 43 مزارعًا قتلوا أنفسهم في نهاية عام 2009. بعض أسباب انتحار المزارعين هي: جميعهم كانوا مزارعين صغارًا، ومعتمدين كليًا على الرياح الموسمية للري، وقد حد التضخم المفاجئ من وصولهم إلى الأسمدة والمبيدات الحشرية باهظة الثمن واقترضوا جميعًا من المقرضين ما بين 10.000 إلى 25.000 روبية بمعدلات باهظة بعضها يصل إلى 25 في المائة.
تحتدم قضية انتحار المزارعين في غرب أوديشا. أرسل بيجو جاناتا دال فريقًا لتقصي الحقائق مكونًا من ثلاثة أعضاء إلى قرية ساغاربالي في منطقة جاراسوغودا لمقابلة أفراد الأسر وتقييم الوضع. منزعجًا من محاولات المعارضين لإثارة القضية فقد قرر بيجو جاناتا دال إرسال فريق لتهدئة المزارعين. أفيد أيضًا أن فريقًا رفيع المستوى من قادة حزب بهاراتيا جاناتا بقيادة رئيس الولاية سوريش بوجاري قد زار قرية خابساديا في منطقة سامبالبور حيث انتحر مزارع في الأسبوع الأول من شهر أكتوبر. أمرت حكومة أوديشا أيضًا بإجراء تحقيق في انتحار المزارعين.